# Oktyabrszkij (Baskíria)
Oktyabrszkij (oroszul: Октябрьский, baskír nyelven: Октябрьский) város Oroszországban, a Baskíriában.

## Fekvése
A Déli-Urál nyugati előhegyeinek lábánál, Baskíria nyugati határán fekszik. Ezen a helyen az Ik folyó vonala képezi a határt Baskíria és Tatárföld között, a város a jobb parton épült. Közelében vezet a Volgát az Urállal összekötő Szamara–Ufa–Cseljabinszk M5-ös „Urál” főút.

## Népesség
- 2002-ben 108 647 lakosa volt, melyből 44 382 orosz, 40 306 tatár, 14 235 basír, 2 105 csuvas, 1 807 ukrán, 1 342 mari, 1 069 mordvin, 462 örmény, 273 fehérorosz, 272 tadzsik, 233 udmurt, 208 üzbég.
- 2010-ben 109 474 lakosa volt, melyből 44 379 orosz, 41 346 tatár, 14 406 baskír, 1 978 csuvas, 1 385 ukrán, 1 341 mari, 818 mordvin, 189 udmurt, 187 fehérorosz.